# Metrópole de Moscou
Metrópole de Moscou (em russo:  Московская митрополия) é uma província eclesiástica da Igreja Ortodoxa Russa, formada no oblast de Moscou. Criada em 13 de abril de 2021 a partir daquela parte da eparquia de Moscou, que anteriormente estava sob o controle do vigário patriarcal - metropolita de Krutitski e Kolomna, ou seja, a antiga eparquia regional de Moscou (nome não oficial usado na vida cotidiana da eparquia do Patriarcado de Moscou). Desde abril de 2021 a Metrópole de Moscou inclui 5 eparquias formadas no território da antiga eparquia regional de Moscou: Kolomna, Podolsk, Sergiev Posad, Odintsovo, Balashikha (a eparquia da cidade de Moscou não faz parte da metrópole).
Por decreto do patriarca Cirilo datado de 27 de abril de 2021, a residência e a administração da metrópole de Moscou e da eparquia de Kolomna foram transferidas para o Mosteiro Nikolo-Ugreshski, mantendo seu status estauropegial.

## Administração

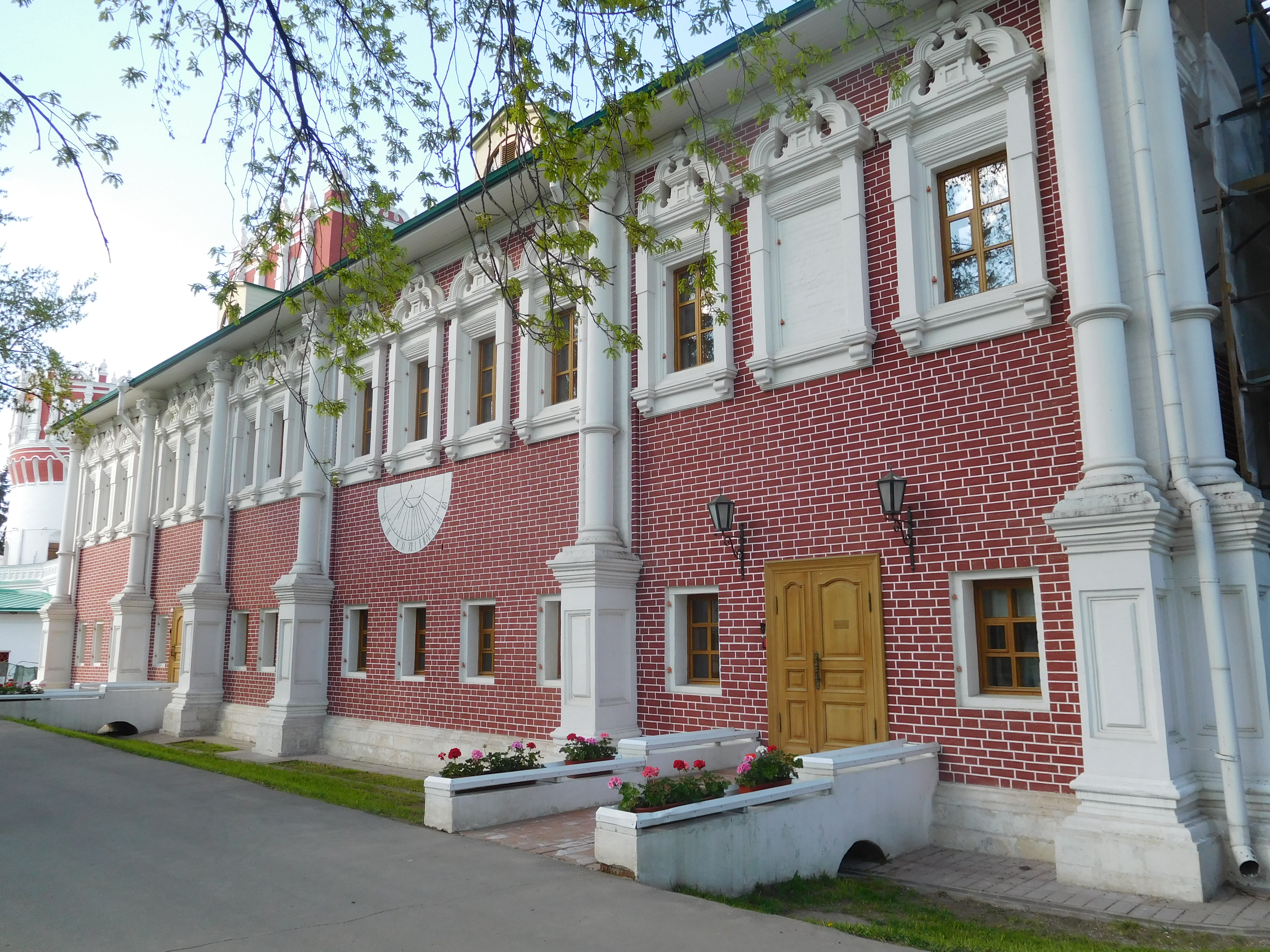
Administração patriarcal da Metrópole de Moscou no Convento Novodevichi

### Chefe da metrópole
O chefe da Metrópole de Moscou é o Patriarca de Moscou e de toda a Rússia. Ele administra a metrópole com a ajuda da Administração Patriarcal da Metrópole de Moscou. A gestão geral das atividades da Administração Patriarcal é assegurada pelo vigário patriarcal - metropolita de Krutitski e Kolomna, membro permanente do Santo Sínodo, que é também bispo diocesano da eparquia de Kolomna.

#### Administradores da diocese regional de Moscou
- Nicolau Iarusheviche - 31 de janeiro de 1945 - 19 de setembro de 1960;
- Pitirim Sviridov - 19 de setembro de 1960 - 10 de agosto de 1963;
- Pemeno Izvekov - 9 de outubro de 1963 - 2 de junho de 1971;
- Serafim Nikitin - 25 de junho de 1971 - 11 de junho de 1977;
- Juvenal Poiarkov - 11 de junho de 1977 - 13 de abril de 2021.

#### Administradores da metrópole
- Juvenal Poiarkov - 13 a 14 de abril de 2021;
- Cirilo (Patriarca de Moscou) - 14 a 15 de abril de 2021;
- Paulo Ponomarev - 15 de abril de 2021.

### Bispos vigários
Os seguintes bispos sufragâneos estão subordinados ao metropolita Krutitski e Kolomna:
- Constantino Ostrovski - Metropolita de Zaraisk;
- Iliano Vostriakov (anteriormente Serpukhov) - Bispo aposentado.

## Estrutura
A metrópole de Moscou inclui cinco eparquias:
- Eparquia de Kolomna;
- Eparquia de Balashikha;
- Eparquia de Podolsk;
- Eparquia de Odintsovo;
- Eparquia de Sergiev Posad.